# Штюббен, Йозеф
Йозеф Штюббен (нем. Josef Stübben; 10 февраля 1845, Гревенброх — 8 декабря 1936, Франкфурт-на-Майне) — немецкий архитектор и градостроитель, один из основоположников (наряду с Рейнхардом Баумайстером и Камилло Зитте) научного градостроительства в Германии.

## Биография
Йозеф Штюббен родился 10 февраля 1845 года в Хюлькрате, в тогдашнем округе Гревенброх недалеко от Дюссельдорфа в семье торговца лесом. В 1863 году окончил среднюю школу в Дюссельдорфе и в 1864 году поступил в Берлинскую строительную академию, где в 1866 году сдал экзамен на квалификацию руководителя строительства (Bauführer). В 1871 году он сдал государственный экзамен на магистра строительства (Regierungsbaumeister) и был удостоен путевой стипендии.
Через месяц после получения степени магистра Штюббен начал работать в железнодорожной компании Bergisch-Märkische Eisenbahngesellschaft на строительстве железных дорог возле Эльберфельда (сегодня район Вупперталя) и Хольцминдена. В 1876 году был приглашён в Ахен мастером городского строительства (Stadtbaumeister). Здесь Штюббен занимался модернизацией устаревших инженерных систем и улиц. Штюббен также руководил планированием строительства новых городских кварталов, бань и других светских зданий.
После победы в конкурсе 1880 года на проект расширения Кёльна (совместно с профессором из Ахена Карлом Хенрици (1842—1927)), с 1881 года стал мастером городского строительства (Stadtbaumeister) в Кёльне, где в 1889 году одним из первых в Рейнской области получил звание городского советника по строительству (Stadtbaurat). Советником по строительству в Кёльне Штюббен проработал до 1898 года, в 1897 году за заслуги перед городом получил звание тайного советника по строительству (Geheimen Baurat). В 1898 году, оставаясь в Кёльне, он стал членом правления Акционерного общества электрического освещения и телеграфа Гелиос (Helios AG für elektrisches Licht und Telegraphenanlagenbau).
В 1904 году Штюббен переехал из Кёльна в Берлин, чтобы преобразовать заброшенные укрепления в Познани в новый город как старший советник по строительству в ранге высшего правительственного советника при министерстве финансов Пруссии. В 1910 году получил звание тайного советника по строительству в ранге тайного советника II класса, а также был принят в члены Прусской академии строительства (Preußische Akademie des Bauwesens).
В результате Познанского восстания (1918—1919) в конце Первой мировой войны Штюббен вынужден был прекратить все начатые в этом городе проекты и перебраться в Мюнстер, где продолжил работу как архитектор и градостроитель. Умер 8 декабря 1936 года во Франкфурте на Майне, в доме своей старшей дочери Софи Хенер.

## Вклад в градостроительство
Штюббен был одним из самых успешных и востребованных градостроителей своего времени. По разным оценкам, ему принадлежат от «более 90» до «примерно 125» проектов развития и расширения многих городов в Германии и в различных странах Европы, в частности в Бельгии, Италии, Швеции, Испании, Люксембурге и Швейцарии. Вероятно оттого, что, в его представлении, современный ему город не мог быть красивым, если он не отвечал определенным экономическим и социальным требованиям, а также практическим требованиям транспорта и здравоохранения. Можно сказать, что в его работах органично соединились идеи рационального города Рейнхарда Баумайстера и живописного города Камилло Зитте. Наиболее известные градостроительные проекты:

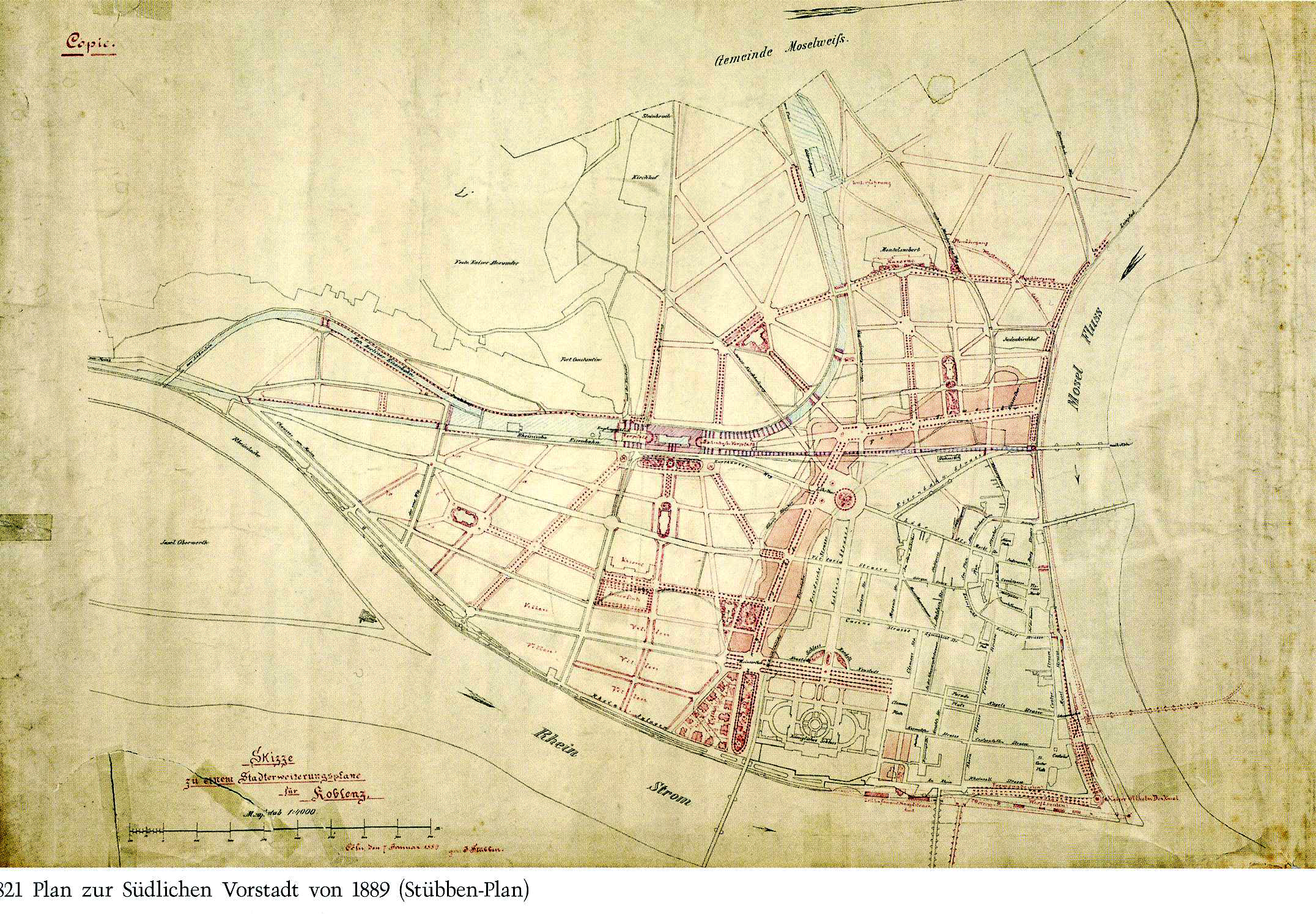
План расширения города Кобленц, 1889

- 1881—1898. Реконструкция Кёльна (с Карлом Хенрици), в 1891—1897 годах реконструкция порта Райнаухафен
- 1889. План расширения Кобленца
- 1892. План расширения Вены (с Отто Вагнером)
- 1898. План расширения Альтоны (сегодня район Гамбурга)
- 1901. План расширения Киля
- 1904—1919. Реконструкция Познани
- 1911—1914. План реконструкции Рима[5]
- 1926. План расширения Бильбао
- 1930. План расширения Мадрида

Как член жюри, оценивал проекты в десятках градостроительных конкурсов в Германии и за границей, в том числе и в России. Так, в апреле 1913 года в Ревеле состоялся конкурс проектов расширения города, в жюри были Йозеф Штюббен и Теодор Гекке из Берлина, Бертель Юнг из Хельсинки и Григорий Дубелир из Киева, победу в конкурсе тогда одержал проект Элиэля Сааринена.
Градостроительство (Der Städtebau)
Помимо обширной практической деятельности, важнейшим вкладом Штюббена в градостроительство является впервые изданный в 1890 году обширный систематический справочник «Градостроительство» (Der Städtebau), исправленные и дополненные варианты которого издавались в 1907 и 1924 году, ставший с конца XIX века по первую четверть XX века практическим руководством для градостроителей Европы и всего мира. Этому способствовало огромное число иллюстраций (в самом популярном издании 1907 года их было 990) практических примеров планировки городов. Издание 1907 года в виде транскрипции в 1911 году было (за исключением 5-го раздела) в США переведено на английский язык. В 1980 году в Германии было выпущено репринтное издание первой редакции справочника 1890 года. В 2014 году английский перевод 1911 года был опубликован уже в виде книги с иллюстрациями Университетом Чикаго.
Большое влияние книга Штюббена оказала и на пионеров русского градостроительства. Интерес к научной планировке городов возник в России в первом десятилетии XX века с появления информации о заграничном опыте в архитектурном журнале «Зодчий» и в начавшем выходить с 1909 года журнале «Городское дело». В журналах также публиковались оригинальные статьи русских авторов, старавшихся всё это осмыслить и приложить к российской действительности. Первым по времени таким опытом явилась серия статей Григория Дубелира 1909 года в журнале «Городское дело», вышедшая в 1910 году отдельной книгой «Планировка городов». Структура книги и порядок подачи материала были близки к изданию книги Штюббена 1907 года, использовались её иллюстрации, при этом не было изложения истории градостроительства, но впервые приводились современные данные российских городов. В вышедшей в 1912 году книге Владимира Семёнова «Благоустройство городов» исторический обзор был и даже утверждалось о вторичности достижений немецких градостроителей, они, по мнению автора, «умные, прилежные, но все же последователи», а изучать красоту городов следовало в Италии и Франции, социальные и гигиенические аспекты — в Англии (с 1908 по 1912 Семёнов жил там, там же и начал писать свою книгу). Существенным отличием от книги Штюббена стала глава про «Идеальный город», возникшая, вероятно, под влиянием какой-то другой книги. Тем не менее, в классификации систем планирования, типологии площадей и т. п. использованы материалы Der Städtebau. В книге Арнольда Енша «План и застройка городов», вначале также опубликованной в виде статей в журнале «Зодчий» в 1914 году (в том же году вышедшей отдельным изданием), помимо новейших на то время открытий по инсоляции и подробной информации по хорошо известной ему Риге, вопросы оформления улиц, площадей, бульваров и парков изложены по материалам книги Штюббена, с использованием её иллюстраций. В вышедшей в 1915 году наиболее значительной по объёму книге Михаила Диканского «Постройка городов, их план и красота» основное внимание уделялось социальным вопросам городского планирования (с этим было связано появление в ней раздела «Идеальные города»), а также появившимся уже к тому времени российским практикам градостроительства, но структура книги и вопросы, освещённые в её главах, были близки книге Штюббена.

## Избранные труды
- Прямая или изогнутая улица? (Gerade oder krumme Straße? in: Deutsche Bauzeitung, 1877, No.11, s. 132—134)
- Градостроительство (Der Städtebau, Darmstadt: Bergsträsser, 1890, 562 s.)
- Строительство городов в прошлом и настоящем (Der Bau der Städte in Geschichte und Gegenwart, Ernst, 1895, 20 s.
- Гигиена городского планирования (Hygiene des Städtebaues, in: Handbuch der Hygiene., Bd 4,, Allgemeine Bau- und Wohnungshygiene : Allg. Teil ;, Abt. 2, Lfg 1, Jena: Fischer, 1896, s. 399—534)
- Меры по обеспечению здоровья и надлежащего расширения городов (Massnahmen zur Herbeiführung eines gesundheitlichen und zweckmäßigen Ausbaues der Städte, in: Deutsche Vierteljahresschrift für öffentliche Gesundheitspflege 28 (1896), S.13-73.)
- Важность строительных норм и планов городов для жилищного строительства (Die Bedeutung der Bauordnungen und Stadtbauplänen für das Wohnungswesen, Götting, 1902)
- Рейнское градостроительство за последние тридцать лет (Rheinischer Städtebau in den letzten dreissig Jahren, in: Die Woche der Industrie-, Gewerbe- und Kunstausstellung Düsseldorf 7 (1902), S. 225—232.)
- Реализация расширений города. С особым учетом структуры собственности (Die Durchführung von Stadterweiterungen. Mit besonderer Berücksichtigung der Eigentumsverhältnisse Berlin: Ernst, 1908)
- Из градостроительства в Англии (Vom Städtebau in England, Berlin: Ernst, 1911)
- Из французского градостроительства (в 2-х томах) (Vom französischen Städtebau, Berlin: Ernst (2 Bde.), 1915/1918)
- Градостроительное развитие (Städtebauliche Entwicklung, Bonn: Marcus & Weber, 1917)